# Carlos Taboada Tundidor
Carlos Taboada Tundidor (Ourense ? - 26 d'abril de 1935) fou un advocat, militar i polític gallec, germà d'Antonio Taboada Tundidor. Estudià dret i ingressà a l'Exèrcit Espanyol, dins el qual assolí el grau de tinent coronel. Durant la Segona República Espanyola milità a Acció Popular i fou elegit diputat per la CEDA per la província d'Ourense a les eleccions generals espanyoles de 1933.

## Obres
- La Castilla vinícola... (1902)
- El ejército y la producción nacional (1910)
- Organización de los servicios de Intendencia en el Ejército francés al inicio de la guerra con Prusia (1910)
- El reclutamiento en Japón (1911)
- Testamento militar (1912)
- El lago de San Martín de Castañeda (1913)
- Las denuncias y querellas delictivas. Apuntes acerca de la mentira como delito (1930)
- La igualdad de derechos para los sexos (1933)